# تي سيها
تي سيها (بالخميرية: ទៀ សីហា) (وُلد في 31 أغسطس 1980) سياسي وجنرال كمبودي، وهو وزير الدفاع الوطني الحالي. كان حاكمًا لمحافظة سيام ريب من عام 2018 إلى عام 2023. وهو ابن وزير الدفاع السابق تي بانه.